# 아헨 공과대학교

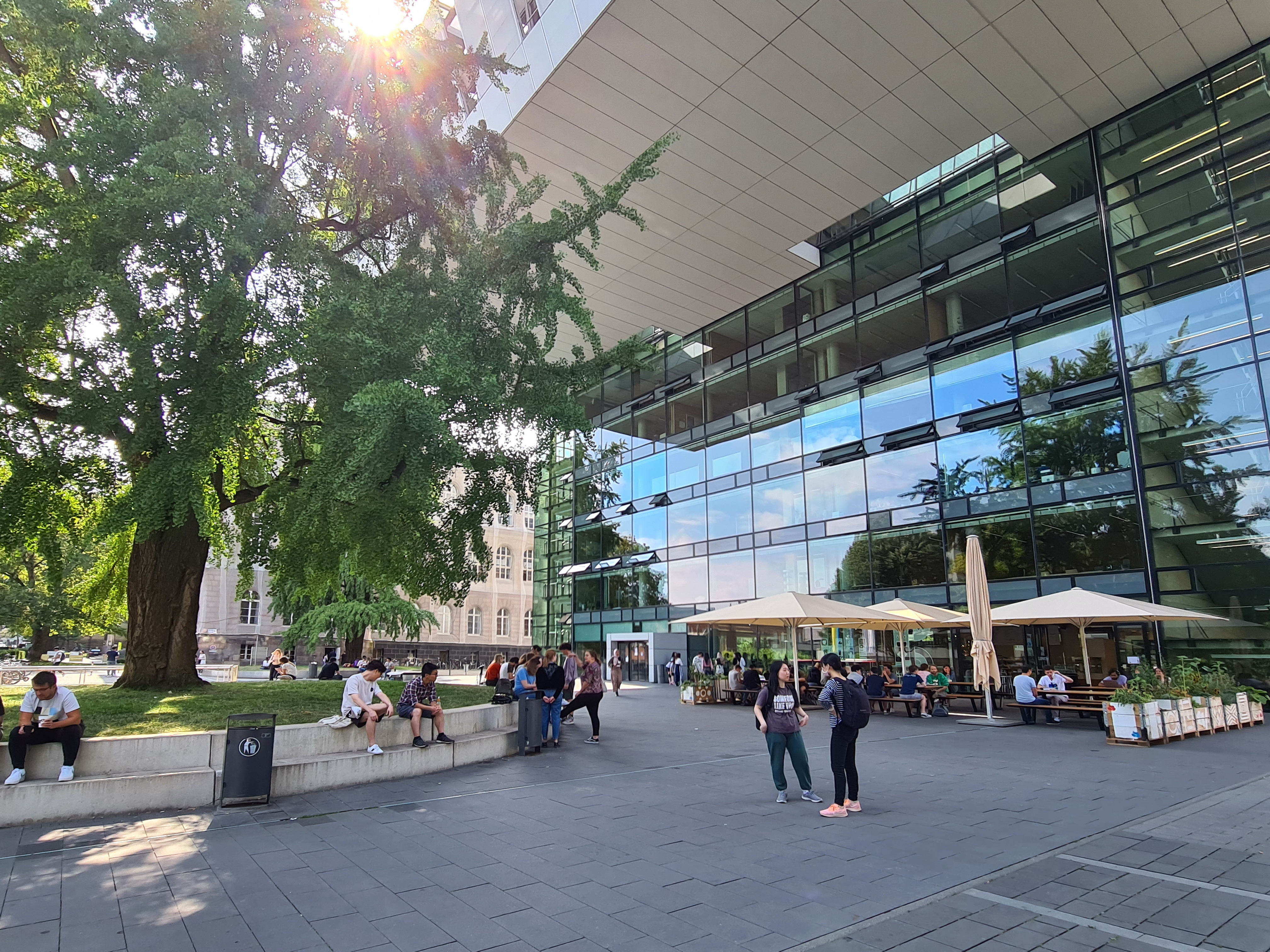
Super C

라인 베스트팔렌 아헨 공과대학교(Rheinisch-Westfälische Technische Hochschule Aachen)는 독일 NRW주 아헨에 위치한 대학교이다. 재학생 4만7천여명을 가진 대규모의 국립 공과대학이다. 9개 독일 명문 공과대학교 연합인 TU9, 유럽 5개 공과대학교의 연합인  IDEA 리그 및 세계 53개 공과대학교의 연합인  T.I.M.E. 등에 속해있으며 기계공학, 전기공학 및 다양한 분야에서 독일 내 최상위권 대학으로 평가받는다.
2023년 현재 QS 대학평가 공학대학 독일 기준 2위에 랭크되어 있으며, 2022년 기준으로 노벨상 수상자 수는 Peter Debye, Wilhelm Wien을 포함해 5명이다. 2007년부터 독일 정부가 주도하는 우수대학육성정책(Exzellenzinitiative)에서 대상 학교들 중 하나로 선정되어 지원을 받고 있다. 독일 140개 대학중 독일 정부의 우수대학육성정책(Exzellenzinitiative)에서 우선 지원 대상인 최우수 대학(Exzellenzuniversität)으로 3차례 모두 선정된 단 6개 대학중 하나이다.

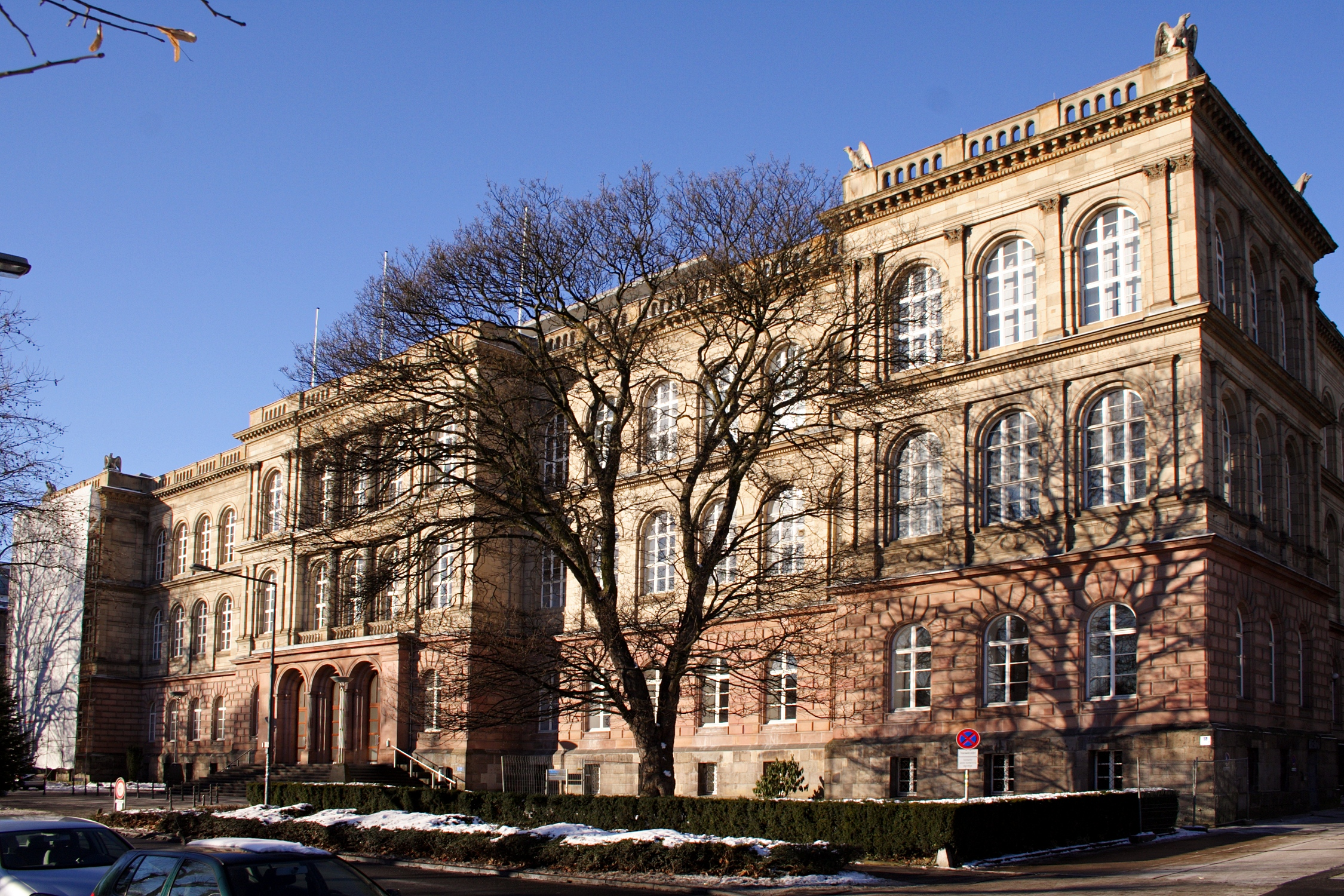
본건물

## 역사
1870년 10월 10일 개교했다. 당시 라인지방 최초의 공업대학으로, 루르 지방의 공업발전을 위한 인력양성 목적으로 세워졌다. 1899년 박사학위 수여교육기관으로 인정받았다.
1925년 제 2차 세계대전으로 7년간 휴교 한 후 국가와 시의 도움으로 규모를 급격히 키워갔다.
1965년엔 인문사회학부가 개설되고,1년 후 공과대학으로는 최초로 의과대학이 개설되었으며, 1980년에는 교육학교가 설립됐다. 1986년엔 인문사회학부에서 경제경영학부가 따로 분리되었다.
2007년 독일에서 베를린 자유대학 등과 함께 우수대학(Exzellenz Universität )으로 선정되어 2012년까지 정부로부터 총 1800만 유로(2010년도 환율기준 270억원)를 지원받았다.
2008년 학생업무담당건물(Super C)이 완공되었으며, 당시 건물에 첨단건축기술과 학교 건물로는 최초로 지열발전기술을 적용시켰다.

## 학교순위

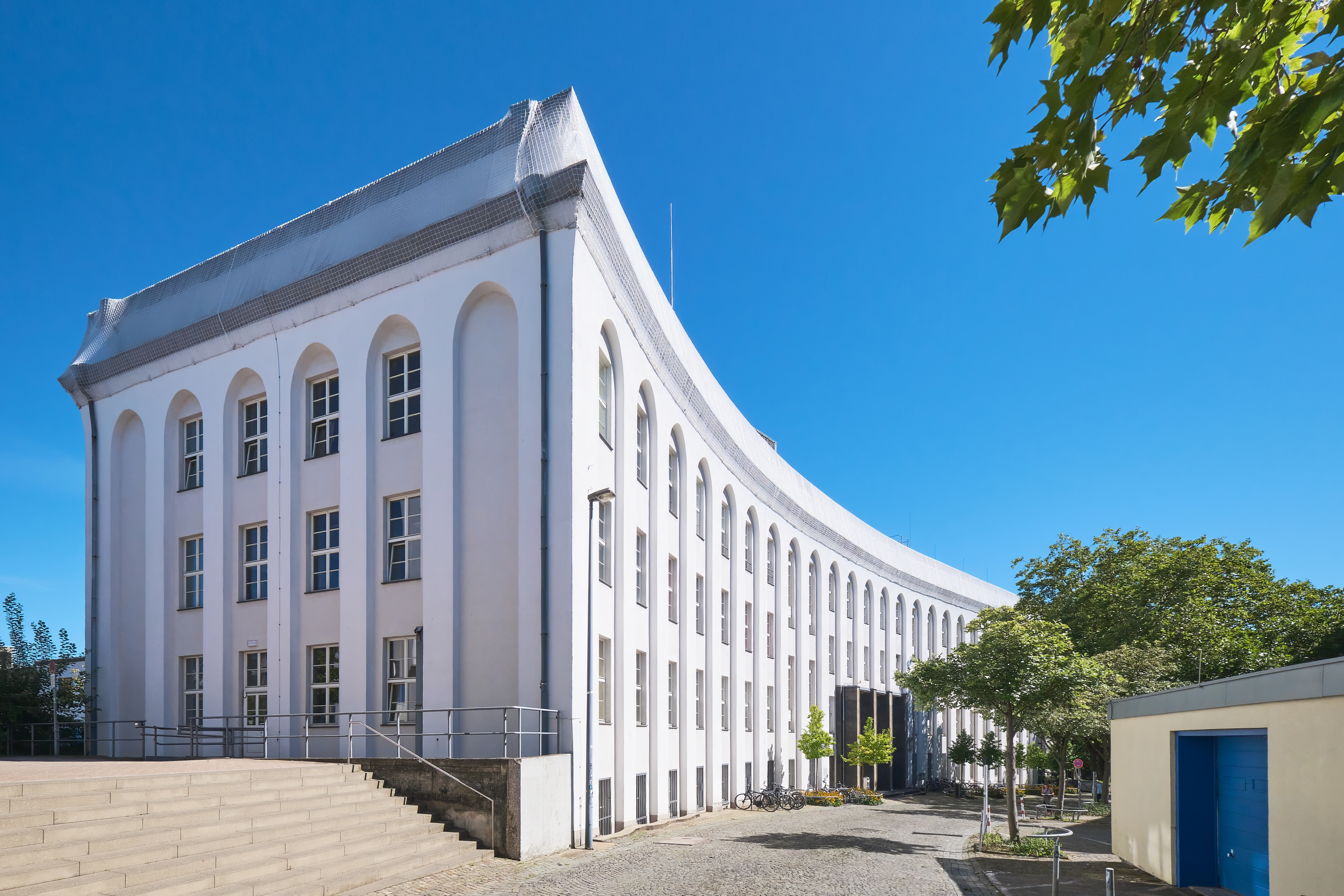

기계공학, 전기공학 및 다양한 분야에서 독일 내 최상위권 대학으로 평가받는다.
2024년도 QS 세계대학순위에서 기계공학분야로 19위에 오르면서 독일내 1위를 차지했다(참고로 카이스트 39위, 서울대는 48위). 현지에서 뮌헨공대에는 약간 뒤쳐진다는 인식이 있는 아헨공대이지만 기계공학만큼은 아헨이 명실상부 최고라는 것이 주된 의견이다.  
자원공학에선 23위, 전기공학 45위, 화공학 40위, 재료공학 28위, 화학 66위 순위에 있으며, 2019년 타임지에 공학분야로 27위, 컴퓨터공학 47위, 자연과학 72위에 랭크되었다.
유명언론 "Handelsblatt"에 의하면 2009년  기계공학, 전기공학, 산업공학 그리고 컴퓨터공학 분야에서 독일내 1위에 랭크되었다.

## 출신인물
노벨상 수상자

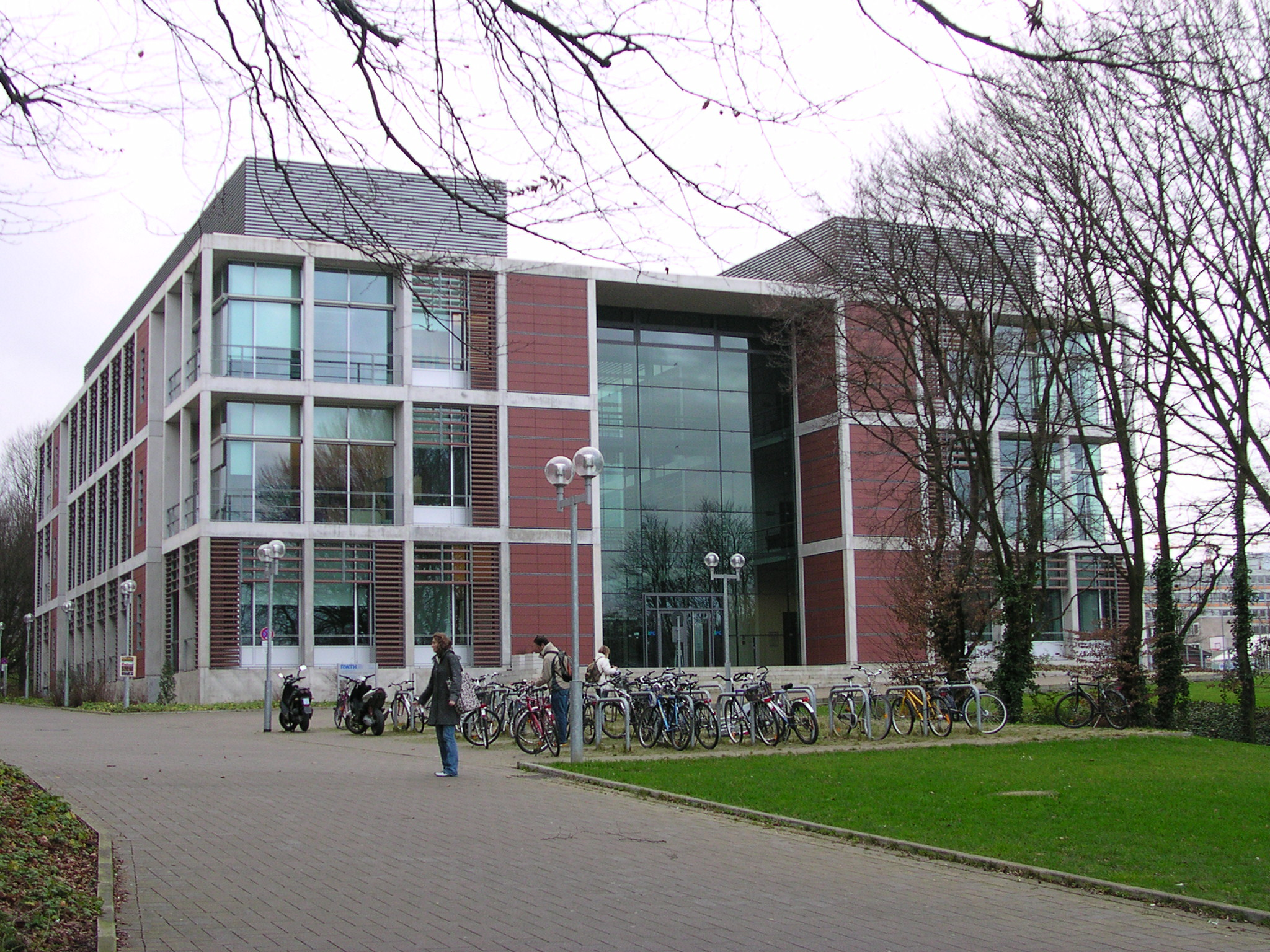
대학내 물리,화학 연구소

- 피터 디바이(Peter Debye) (1936, 노벨화학상)
- 빌헬름 빈(Wilhelm Wien) (1911, 노벨물리학상)
- 요하네스 슈타르크(Johannes Stark) (1919, 노벨물리학상)
- 필리프 레나르트(Philipp Lenard) (1905, 노벨물리학상)
- 토마스 쥐트호프(Thomas Südhof) (2013, 노벨생리학·의학상)

라이프니츠상 수상자
- 페터 잠(Peter R. Sahm) (1986, 기초과학)
- 노르베르트 페터스(Norbert Peters) (1990, 공학)
- 디터 엔더스(Dieter Enders) (1993, 화학)
- 지크프리트 베트케(Siegfried Bethke) (1995, 물리)
- 볼프강 마르카르트(Wolfgang Marquardt) (2001, 공학)
- 볼프강 다멘(Wolfgang Dahmen) (2003, 수학)
- 디르크 라베(Dierk Raabe) (2004, 공학)
- 마르틴 베네케(Martin Beneke) (2008, 물리)
- 레이프 코벨트(Leif Kobbelt) (2013, 공학)
- 라이너 바저(Prof. Dr. Rainer Waser) (2014, 재료과학)

정치인
- 네크메틴 에르바칸 (Necmettin Erbakan): 전 터키 총리
- B. J. 하비비 (B. J. Habibie): 인도네시아 대통령 (1998–1999)
- 랑긴 다드파르 스판타 (Rangin Dadfar Spanta): 아프가니스탄 국무장관 (2006-)
- 헬무트 그라이너트 (Hellmuth Greinert): 에센 시 행정국장 (1950–1957)
- 울리히 달드룹 (Ulrich Daldrup): 국제법 교수; 전 아헨 시장
- 사루한 올루츠 (Saruhan Oluç): 터키 인민민주당(HDP) 정치인
- 에나 폰 베어 (Ena von Baer): 칠레 언론인, 정치인; 세게고브 장관; 지정 상원의원
- 울라 슈미트 (Ulla Schmidt): 정치인, 연방 장관

기타 유명인사(영어권)
기타 유명인사(독일어권)

## 학교시설 및 규모
약 260개의 연구소를 포함해, 약 290개의 건물이 있으며, 연간예산은 6억€(1조원)에 육박한다. 현재 약 5만명이 85개 전공 과정에 등록해 있으며, 매년 5500명 이상의 신입생이 들어오고 약 4000명정도가 졸업한다. 전체 학생중 약 18%는 외국학생들이다. 

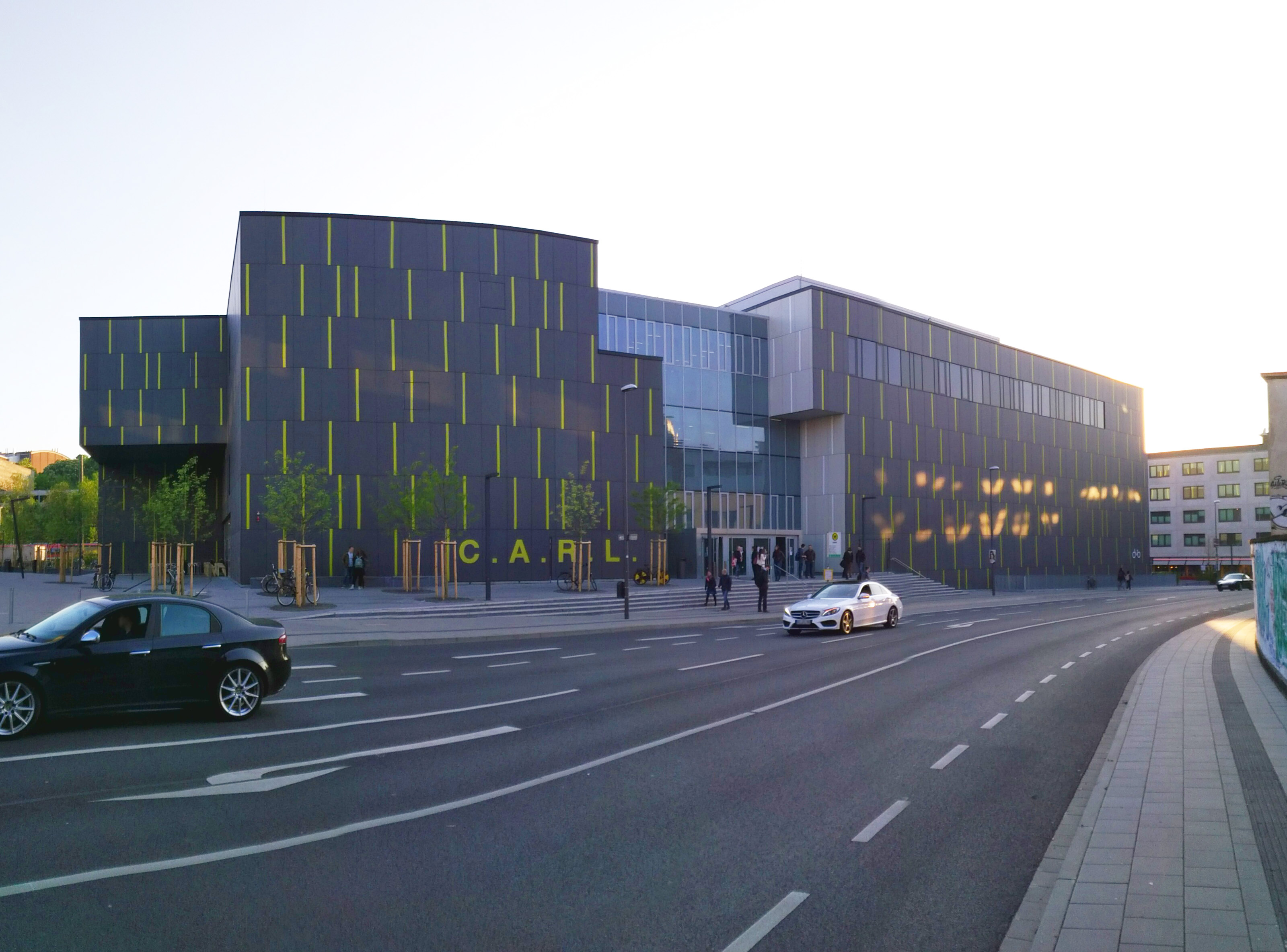
강의건물

## 학교교육특징
- 교육방침인 실용주의로 세계적 명성을 얻었다. 모든 이학분야 학부생들은 실습의무가 있어 외부기업 또는 산업현장에서 최소 1학기 간 경험을 쌓아야 한다.
- 시험 난이도가 극악무도하다. 낙제율이 30%-50%면 무난한 시험, 낙제율 70%-90% 정도가 어려운 시험으로 여겨진다. 같은 시험을 3번 떨어지게 되면 퇴학을 당하기에 졸업이 굉장히 어렵다. 졸업자 중에서도 정규학기내 졸업자는 5% 내외로 굉장히 드물다.
- 실제 산업현장에서도 업적을 쌓은 교수들이 자리하고 있어, 많은 학생들이 그 교수를 따라 학교에 지원한다. 유명교수로는 현재(2010) 디터 엔더(유기화학), 지그프리드 벧케(입자물리학), 마르틴 베네케(입자물리학), 볼프강 다멘(응용수학), 볼프강 마구아르트(Process engineering) 등이 있다.

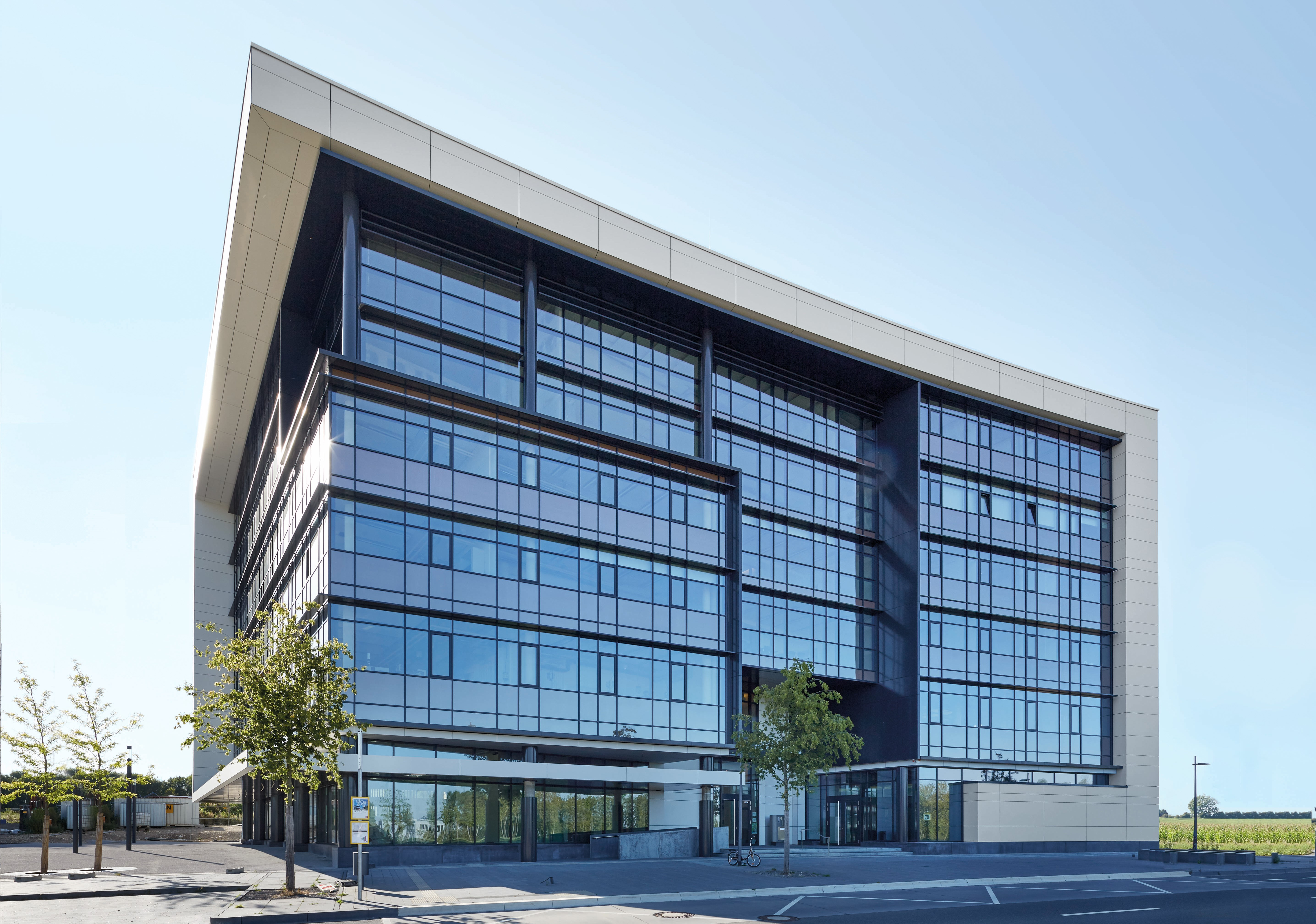
Cluster Photonik

## 개설학부

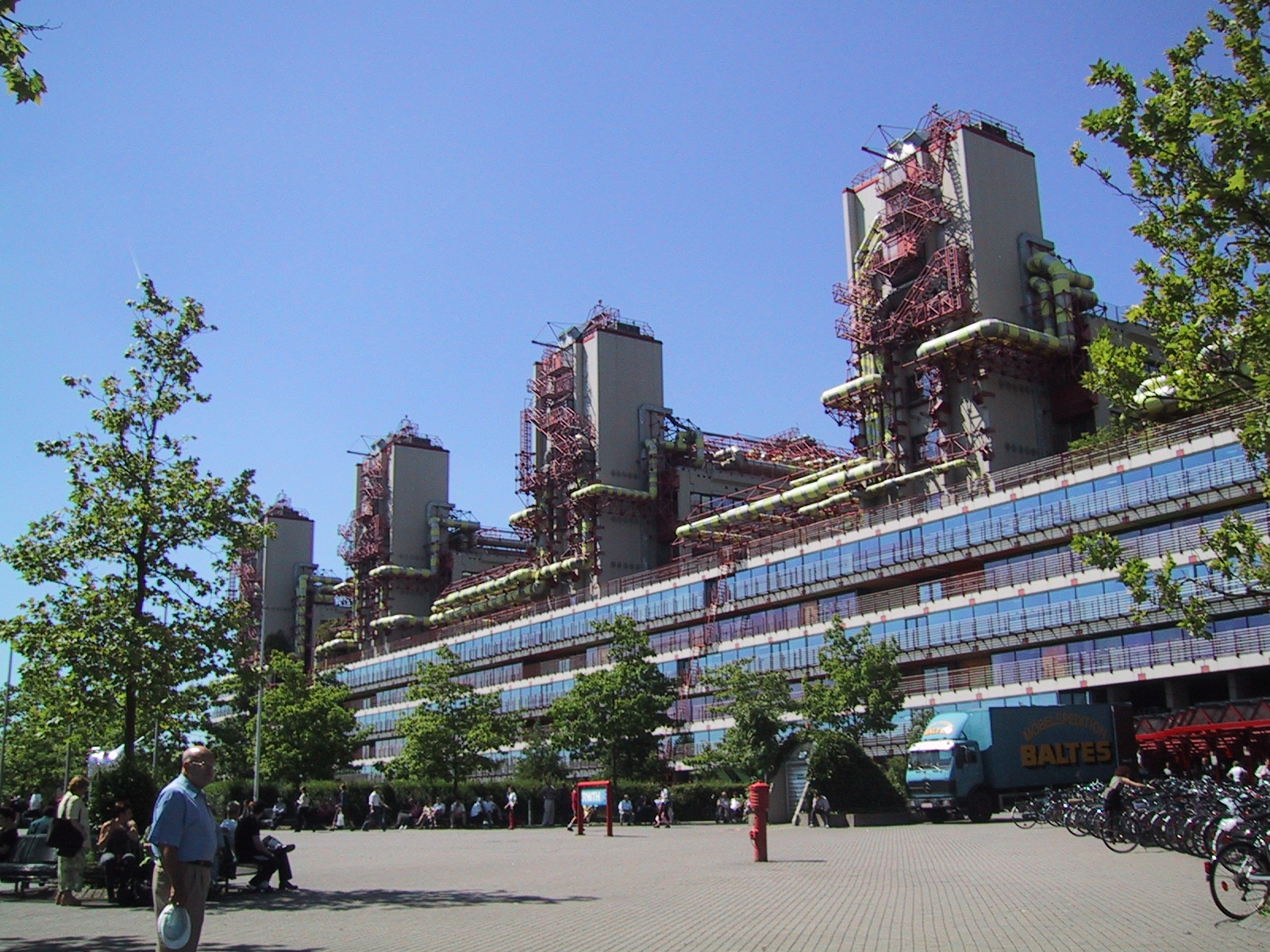
대학병원

- 학부 1 - 수리정보 및 자연과학부[깨진 링크(과거 내용 찾기)]
- 학부 2 - 건축학부
- 학부 3 - 건설 및 토목공학부[깨진 링크(과거 내용 찾기)]
- 학부 4 - 기계공학부
- 학부 5 - 자원 및 재료공학부
- 학부 6 - 전기.전자.정보처리공학부
- 학부 7 - 인문.사회학부
- 학부 8 - 경제.경영학부
- 학부 9 - (공란)
- 학부 10 - 의학부

## 교류협정대학
(2022년 5월 23일 기준)

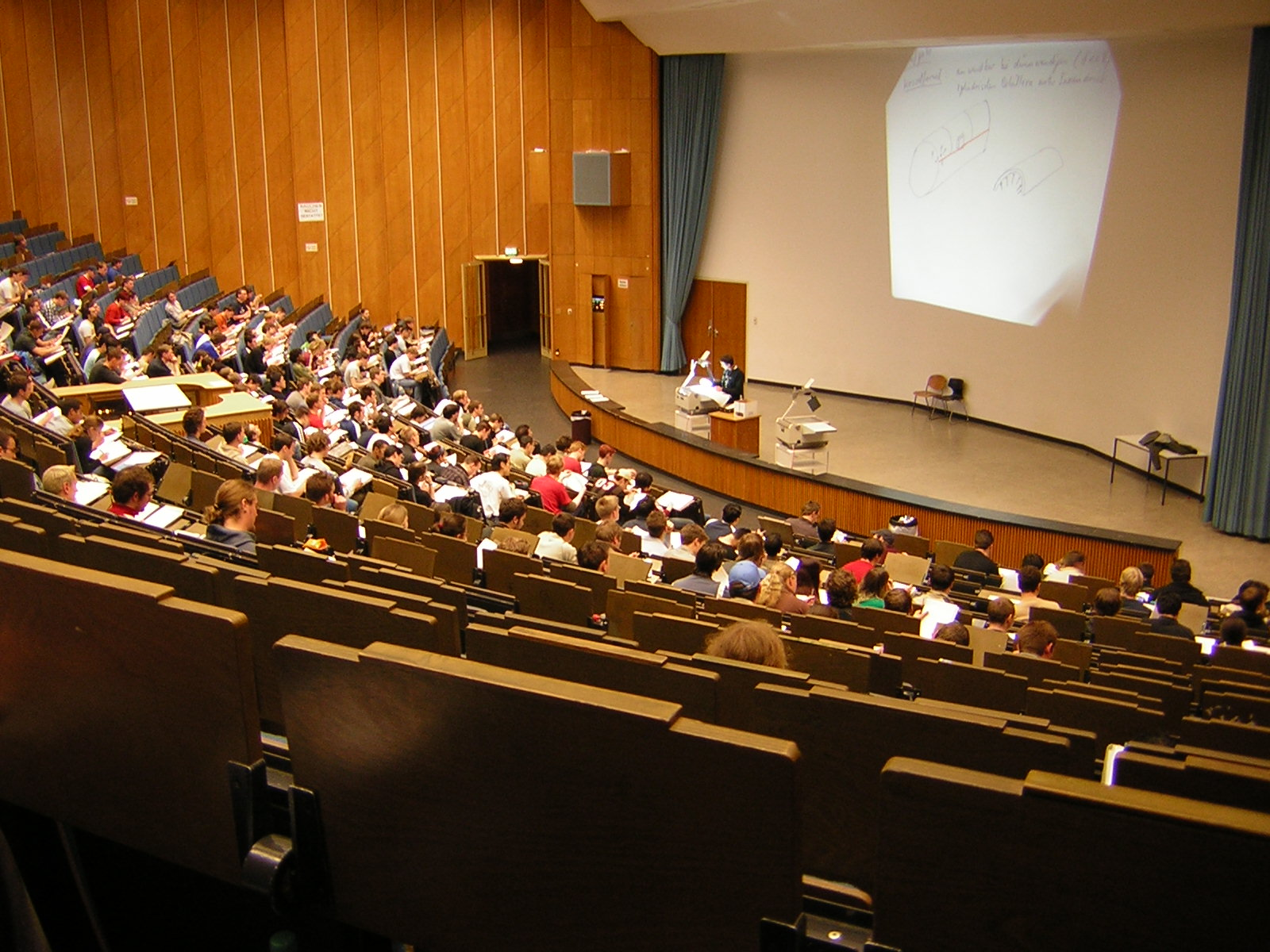
강의장

- 국내 :  가천대학교, 고려대학교, 서울대학교, 성균관대학교, 연세대학교, 이화여자대학교, 인하대학교, KAIST, POSTECH, 한양대학교, 홍익대학교

- 미국 : 애리조나 대학교(The University of Arizona, Tuscon), 앨버타 대학교(University of Alberta), 카네기 멜론 대학교(Carnegie Mellon University, Pittsburgh), 미시간 대학교(Michigan State University), 위스콘신 대학교(University of Wisconsin), 펜실베이니아 대학교(University of Pennsylvania)

- 캐나다 : 워털루 대학교(University of Waterloo), 몬트리올 대학교(Université de Montréal), 브리티시컬럼비아 대학교(University of British Columbia)

- 영국 : 노팅엄 대학교(The University of Nottingham), 퀸 메리 런던(Queen Mary and Westfield College, London), 임페리얼 칼리지 런던(Imperial College of Science, London)

- 러시아 : 모스크바 국립 대학교(Moscow State University), 상트 페테르부르크 주립 공과 대학(St. Petersburg State Polytechnical University)

## 참고 문헌
- RWTH Aachen - 역사와 기초정보(영어)
- 아헨 공과대학교 공식 홈페이지